# 阿克斯施泰特
阿克斯施泰特是德国下萨克森州的一个市镇。总面积10.71平方公里，总人口1115人，其中男性589人，女性526人（2011年12月31日），人口密度104人/平方公里。